# Nomotettix
Nomotettix is een geslacht van rechtvleugeligen uit de familie doornsprinkhanen (Tetrigidae). De wetenschappelijke naam van dit geslacht is voor het eerst geldig gepubliceerd in 1894 door Morse.

## Soorten
Het geslacht Nomotettix omvat de volgende soorten:
- Nomotettix cristatus Scudder, 1862
- Nomotettix parvus Morse, 1895
- Nomotettix saussurei Bolívar, 1909